# Сенецкое
Сенецкое — деревня в Торопецком районе Тверской области в Волокском сельском поселении.
Расположена в 2 километрах к югу от села Волок на ручье Гараженка.
Население по переписи 2002 года — 5 человек.